# Никейская империя
Нике́йская импе́рия (греч.  Αὐτοκρατορία τῆς Νίκαιας), также Никейское царство (греч. Βασίλειον τῆς Νίκαιας) — общепринятое в историографии название государства, образовавшегося на территории северо-западной Анатолии после взятия Константинополя крестоносцами в 1204 году и существовавшее до 1261 года. Никейская империя была крупнейшим и самым жизнеспособным из средневековых греческих государственных образований; её императоры продолжали считать себя настоящими правителями Византии (Романи́и), а официальным названием государства было Римское (ромейское) царство (ср.-греч. Βασιλεία τῶν Ῥωμαίων).
В отличие от Византийской, Никейская империя была довольно децентрализованным государством. Несмотря на своё название, Никея играла в ней лишь роль важнейшей военной крепости. Правители при этом проводили бо́льшую часть времени в эгейских резиденциях Нимфея, а монетный двор и казна располагались в Магнезии. Империя несколько десятилетий вела успешные войны на два фронта: на западе — с латинянами, болгарами и Эпирским деспотатом; на востоке ей приходилось сдерживать расселение турок из Конийского султаната на запад Малой Азии. Для этого здесь сложилось особое сословие военных поселенцев, получившее название акриты. Главной целью Никейской империи была реставрация Византии и возвращение Константинополя. Пока цели не были достигнуты, Никейская империя была весьма военизированным и довольно жизнеспособным греческим государством. Но после их достижения центр государственности сместился во Фракию. Восстановленная Византия начала долгую и во многом бесполезную борьбу с Сербией, Болгарией, Венецией, Генуей и Эпиром, которые не представляли смертельной опасности для империи. После возвращения Константинополя защита плодородных и густонаселённых долин Сангарии и Меандра была заброшена и к концу 1280-х годов их заняли турки, которые начали планомерную зачистку греческого населения. Таким образом, всего через несколько десятилетий греко-православное ядро Никейской империи стало ядром формирования турецко-мусульманского государства.

## Идеология
Идеология Никейской империи, а также её постоянная конкуренция с итало-французскими (собственно романскими) государствами сыграла важную роль в постепенной трансформации национального самосознания греков. В отличие от Византии, правители которой долгое время пытались представить себя как некое аморфное романо-греческое государство, идеология Никейской империи имела узкую греческую направленность. Хотя названия Романия и ромеи продолжали по традиции употребляться, греческий язык становится центром этнической самоидентификации, и, как следствие, растет роль эндоэтнонимa эллины, а в западных переводах — греки.

## Основание
Феодор I Ласкарис (Ласкарь) — греческий вельможа, стоявший близко ко двору династии Ангелов и женатый на дочери Алексея III, после завоевания Константинополя крестоносцами бежал на восток и приложил усилия к основанию независимого государства. Наиболее удобным пунктом для этих целей была Никея, ограждённая стенами и являвшаяся главным городом Вифинии.
Первоначально никейцы не доверяли Ласкарису и не хотели принять его под защиту своих стен. Однако, насилия и вымогательства, которые позволяли себе крестоносцы, скоро показали грекам, что им угрожает опасность не только политического, но и религиозного порабощения, если они не объединятся под властью одного из предводителей, получивших власть на востоке Византийской империи. Феодор Ласкарис был наиболее видным претендентом потому, что стоял в родстве с династией Ангелов и уже был избран царём в Константинополе, перед самым его падением.

Болгарский царь Калоян

По разделу Византийской империи Вифиния досталась графу Людовику Блуа, который вступил во владение некоторыми областями и нанёс поражение отряду Ласкариса. При подобных обстоятельствах Никейская империя не смогла бы образоваться, если бы не освободительное движение в Болгарии, начатое в конце XII веке братьями Петром и Асенем и ко времени Четвёртого крестового похода выразившееся в образовании второго Болгарского царства. В то время как Болдуин I Фландрский и Бонифаций Монферратский, считая обеспеченным своё положение в Македонии и Фессалии, перевели военные силы в Азию, чтобы там ударить совокупными силами на Ласкариса, болгарский царь Калоян искусно воспользовался моментом и 14 апреля 1205 года нанёс крестоносцам страшное поражение в сражении под Адрианополем.
Ослабление латинян позволило Феодору Ласкарису утвердиться в Никее и создать здесь оплот греческой культуры и православия. Избранный в патриархи Михаил Авториан в 1208 году торжественно короновал Ласкариса императорской короной. В Никею со всех концов империи стали прибывать представители православного духовенства, служилого и поместного сословия, чтобы искать защиты под державой Ласкариса и принести свои силы на служение национальному делу.
Наиболее опасным врагом Ласкариса был Алексей Великий Комнин, создавший в Трапезунде такую же империю, какая основалась в Никее. Однако Ласкарис разбил высланное против него трапезундское войско и устранил соперников, выставленных против него султаном иконийским в лице Маврозома и Манкафы.
Осенью 1206 года император латинский Генрих предпринял большую экспедицию на Восток, чтобы завоевать Малую Азию и выделить в ней лены для своих рыцарей. Ласкарис заключил союз с болгарским царем, который подступил к Адрианополю и начал угрожать Константинополю. Это заставило латинян быстро перенести свои военные силы из Азии в Европу. По перемирию, заключенному в 1207 году, за Ласкарисом остались важные приморские города Кизик и Никомедия.
Так как Никейская империя одинаково угрожала и латинянам, и сельджукам, то составился союз Иконии и Константинополя против никейского императора. Султан иконийский требовал от Ласкариса, чтобы он уступил власть законному царю, бывшему императору Алексею III. Но под Антиохией на Меандре греки нанесли сильное поражение сельджукам, причём Алексей III попался в плен и был заключен в монастырь. Таким образом, Ласкарис присоединил к своим владениям Антиохию в 1211 году.
Император Генрих думал поправить дело, заключив в 1212 году союз с Давидом Комнином — братом императора Трапезунда. Последний занял большую часть фемы Пафлагония, но в итоге потерпел поражение от Ласкариса, и смог удержать лишь Синоп.
В 1211 году началась латино-никейская война, в ходе которой войска Латинской империи захватили почти все никейские земли, но никейцы удержали большинство крепостей. В 1213 или 1214 году между Никейской империей и латинским императором был заключен мирный договор, по которому за латинянами осталась в Азии узкая полоса от Никомедийского залива к Чёрному морю, границы же Никейской империи с одной стороны обозначены были Никомедийским заливом, с другой — Кизиком и Эгейским морем. Со стороны иконийского султаната к Никее отошли области до верховьев Сангария и Большого Мендереса (в прошлом — Меандр).
Этот мир продолжался и по смерти Генриха в 1216 году и был скреплён браком между Ласкарисом и Марией, дочерью Иоланты, императрицы Латинской империи.

## Усиление

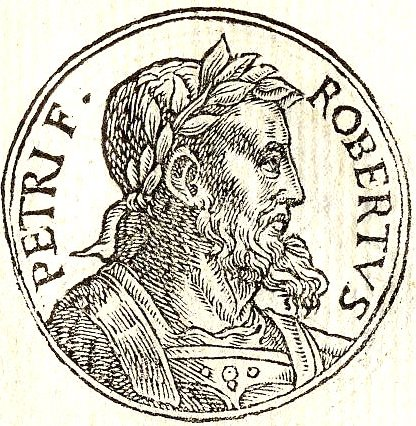
Роберт де Куртене (Портрет из сборника биографий Promptuarii Iconum Insigniorum (1553 год))

По смерти Феодора Ласкариса в 1222 году во главе Никейской империи становится его сподвижник Иоанн III Дука Ватац.
В это время Феодор Комнин Дука, деспот Эпирский, преследовал на Западе те же религиозные и политические задачи, что Ласкарис на Востоке. В 1224 году он захватил Салонику (Солунь), удел графов монферратских, короновался здесь как император Солунский, сделал ещё несколько завоеваний за счёт латинян и болгар. При таких обстоятельствах задачи Никейской империи усложнялись. Нужно было не только стремиться к тому, чтобы изгнать латинян из Константинополя, но ещё заботиться о том, чтобы освободившееся после них место не было занято солунскими императорами. Иоанн Дука Ватац принял все меры к тому, чтобы усилить свою армию и улучшить экономическое состояние империи.
В 1224 году латинский император Роберт де Куртене объявил войну Ватацу. Решающее сражение произошло при Лампсаке, где погибла латинская конница, и перевес оказался на стороне греков. Никейский император отнял у латинян все их города на азиатском берегу, овладел Самосом, Хиосом и Лесбосом, отправил войско в Европу и без труда завладел Адрианополем, но здесь столкнулись интересы Никейской и Солунской империй.
Феодор Дука подошёл к Адрианополю и потребовал сдачи города. Никейские вожди должны были очистить город. В 1230 году солунский император вступил в неудачную войну с Иваном Асенем болгарским, был им взят в плен и ослеплён в результате битвы при Клокотнице. Солунская империя была предоставлена, по милости болгарского царя, брату Фёдора — Мануилу. С тех пор несколько лет судьба европейских провинций была в руках болгарского царя.
Весьма важным моментом в истории Никейской империи следует считать события 1235 года, когда никейский император и болгарский царь имели свидание при Лампсаке и сын никейского императора, Феодор, был обручен с дочерью болгарского царя Еленой. Никейское войско из Лампсака перешло на европейский берег, овладело Галлиполи и другими городами, в то время как болгары угрожали стенам Константинополя.
Латинская империя клонилась к падению. Греческое население массами уходило из-под власти латинян в Никею, торговля и ремесленное производство прекратились, константинопольские императоры не знали, откуда собирать средства на содержание войска и администрации, продавали и закладывали церковные сокровища.
В 1225—1231 годах император Иоанн III Дука Ватац провёл последнюю относительно успешную кампанию по изгнанию агрессивных туркменских племён из никейских владений, куда они активно проникали с юго-востока.
В 1240 году император Болдуин II собрал с большими затруднениями войско и начал поход против никейского императора, но Ватац вытеснил латинян из азиатских городов, так что за ними остались только Халкидон, Скутари и береговая полоса Босфора.
По смерти Ивана Асеня получил свободу содержавшийся в Болгарии солунский император Феодор. Он задумал возвратить Солунскую империю своему сыну Иоанну и заставил Мануила бежать в Никею. Это открыло Ватацу возможность вмешаться в солунские дела. Обманом заманив к себе слепого Феодора и удержав его у себя пленником, Ватац поспешил к Солуни и осадил её. На первый раз он удовлетворился тем, что заставил Иоанна признать над собой верховную власть Никеи, отказаться от титула императора и довольствоваться титулом деспота.
В 1246 году Ватац сделал в Европе очень важные приобретения на счёт болгар, тогда же он подступил к Солуни и взял её, захватив в плен последнего её деспота Димитрия. После взятия Солуни никто не мог оспаривать у Никейского императора права на главенство в эллинском мире.
Последним делом Иоанна Ватаца был поход против эпирского деспота Михаила II, который вынужден был в 1254 году, признать над собой власть никейского императора.

## Захват Константинополя. Возрождение Византийской империи

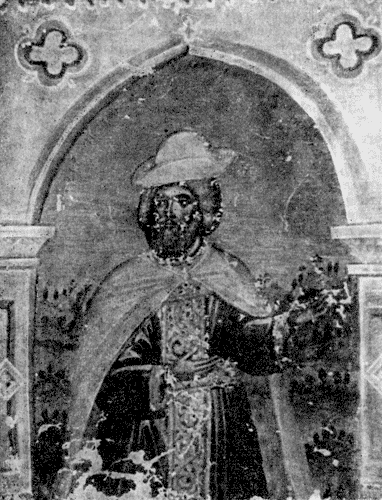
Фреска с изображением Михаила VIII Палеолога

По смерти Ватаца в 1254 году на Никейский престол вступил его сын Феодор II Ласкарис.
Болгарский царь Михаил I Асень думал воспользоваться смертью Ватаца, чтобы возвратить себе македонские области, но потерпел поражение и должен был заключить мир. Гораздо труднее достался Ласкарису успех в войне с Эпиром. Здесь главная роль принадлежала Михаилу Палеологу, сперва искусному генералу при Ватаце и Феодоре II, а потом с 1259 года Никейскому императору. Палеолог был объявлен лишь соправителем законного наследника престола Иоанна IV, но скоро устранил его от власти, ослепил и заключил в крепость.
Состояние Никейской империи благоприятствовало планам Михаила. У него была хорошо организованная армия, горные жители Фригии и Вифинии доставляли храбрых и крепких новобранцев. Стрелки Никеи славились во всей греческой армии. Экономическое положение империи, благодаря продолжительному внутреннему миру и хорошей администрации, значительно улучшилось.
Между тем, в государствах, соседних с Никеей, постепенно происходил процесс разложения. Иконийский султанат совершенно ослабел, разделился на множество мелких владений и занят был внутренней войной. Латинская империя находилась не в лучшем состоянии. Балдуин II проживал в Константинополе средства, выпрошенные у папы и у Людовика Святого, отбирал украшения из церквей и монастырей и занимал деньги у венецианских банкиров, которым предоставил все экономические средства страны. У него не было войска, гарнизон в Константинополе держали венецианцы, самое существование Латинской империи зависело от того, придут ли в опасный момент европейцы, чтобы спасти её. Между преемниками Асеня происходили домашние войны, болгарский царь Константин I Тих не был в состоянии воспрепятствовать планам Никейского императора.
Единственная серьёзная опасность представлялась со стороны Эпира. Хотя Эпир не был страной однородной в этнографическом отношении (славяне, валахи, албанцы, греки), но воинственный характер эпирского населения делал эпирского деспота весьма опасным соседом. Не оставляя своих притязаний на Солунь, он заключил союз с Манфредом Сицилийским и Вильгардуэном, герцогом Ахейским. Союзная армия была, однако, совершенно разбита никейцами в 1259 году. Победители овладели Яниной и Артой. Хотя в следующем 1260 году никейское войско разбито деспотом эпирским, но это не помешало Михаилу действовать решительно. Пользуясь тем, что Венеция занята была войной с Генуей, Михаил пошёл на Константинополь со всей поспешностью, не имея ни стенобитных машин, ни обоза, по-видимому, он питал надежду, что город будет ему сдан без сопротивления. Когда обнаружилось, что нужно предпринять осаду, Палеолог принужден был отступить, заключив с Балдуином перемирие на один год.
Весной 1261 года Михаил заключил союз (Нимфейский договор) с Генуей, которой предоставил обширные торговые права, в ущерб венецианцам, и выговорил помощь генуэзского флота для завоевания Константинополя. Он послал в Европу опытного полководца Алексея Стратигопула, который вошёл в переговоры с греческим населением в ближайших окрестностях Константинополя, получил точные сведения о том, что происходит в городе среди латинян, и, по истечении срока перемирия, двинулся к Константинополю, откуда венецианский гарнизон только что был переведён на суда, с целью напасть на генуэзцев.

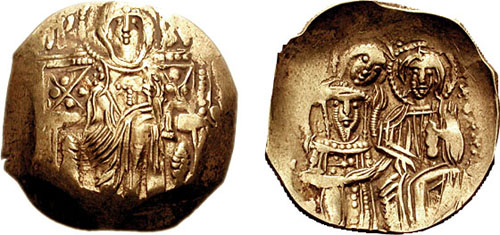
Монета, выпущенная Михаилом VIII Палеологом в ознаменование освобождения Константинополя от латинской армии и восстановления Византийской империи

В ночь на 25 июля 1261 года Стратигопул подошёл к стенам Константинополя, приставил лестницы, без шума вступил в город и завладел им почти без сопротивления. Император Балдуин спасся бегством в Эвбею. Только венецианцы и часть латинян пытались защищаться в Галате, но Стратигопул поджёг эту часть города и лишил латинян всякой точки опоры, они поспешили также сесть на суда и спасаться бегством. 15 августа 1261 года Михаил Палеолог торжественно вошёл в Константинополь и короновался в храме святой Софии.
После 1261 года Константинополь снова стал столицей Византийской империи. Территории бывшей Никейской империи были лишены своего богатства, которое было использовано для восстановления Константинополя и финансирования многочисленных войн в Европе против латинских государств и Эпира. Войска были переброшены из Малой Азии в Европу, оставив старые границы относительно незащищенными. Набеги турок участились и граница все больше отодвигалась на запад.
Узурпация законного правителя Ласкаридов Иоанна IV Ласкариса Михаилом VIII Палеологом в 1261 году оттолкнула большую часть населения от нового правителя. Иоанн IV остался в Никее, а позже был ослеплен по приказу Михаила в свой одиннадцатый день рождения, 25 декабря 1261 года. Это лишило его права на престол, и он был заключен в тюрьму в крепости в Вифинии. Это действие привело к отлучению Михаила VIII Палеолога от церкви патриархом Арсением Автореианом и более позднему восстанию жителей Никеи.
Дальнейшая история бывшей территории Никейской империи — это история постепенного завоевания турками. После смерти Михаила VIII в 1282 г. турецкие набеги превратились в постоянное расселение кочевников и учреждение турецких бейликов на бывшей византийской территории. Хотя император Андроник II предпринял некоторые попытки исправить ситуацию, они не увенчались успехом. После 1300 года почти вся бывшая Никейская империя была завоевана турками, и лишь крошечная полоска территории сохранялась прямо напротив Константинополя. Окончательный конец Византийской Малой Азии наступил с падением Пруссы в 1326 году, Никеи в 1331 году и Никомедии в 1337 году.
Арабский путешествие Ибн Баттута писал, что Никея «находится в руинах и необитаема за исключением нескольких мужчин на службе султана».

## Никейские императоры
| Годы правления | Имя                                                                               |
| -------------- | --------------------------------------------------------------------------------- |
| 1204—1222      | Феодор I Ласкарис (провозглашён императором в промежутки между 1206 и 1208 годом) |
| 1222—1254      | Иоанн III Дука Ватац                                                              |
| 1254—1258      | Феодор II Ласкарис                                                                |
| 1258—1261      | Иоанн IV Ласкарис (правил совместно с Михаилом VIII Палеологом                    |